# Ламегу
Ламе́гу (порт. Lamego; МФА: [ɫɐ.ˈme.gu]) — муніципалітет і місто в Португалії, в окрузі Візеу. Розташований у центрально-північній частині країни, на теренах історичної португальської провінції Бейра. Належить до Ламегуської діоцезії Католицької церкви в Португалії. Права міського самоврядування має з 1191 року. Поділяється на 18 парафій. За адміністративним поділом, чинним до 1976 року, був складовою провінції Трансмонтана і Верхнє Дору. Площа муніципалітету — 165,42 км², населення муніципалітету — 26691 ос. (2011); густота населення — 161,35 осіб/км²
. Патрон — Діва Марія. Святковий день муніципалітету — 8 вересня. Поштовий індекс — 5100.  Код місцевої адміністративної одиниці — 1805. Складова статистичного регіону Північ. Центр Ламегуського єпископства.

## Назва
- Ламегу — від слова лат. Lamaecus, що позначало сільське поселення під замком або фортецею.

## Географія
Ламегу розташоване на півночі Португалії, на півночі округу Візеу.
Відстань до Візеу — 49 км.
Ламегу межує на півночі з муніципалітетами Мезан-Фріу і Пезу-да-Регуа, на сході — з муніципалітетом Армамар, на південному сході — з муніципалітетом Тарока, на південному заході — з муніципалітетом Каштру-Дайре, на заході — з муніципалітетом Резенде.

## Історія
У місті збережений замок на погорбі, а історична частина міста має збережені фортечні мури. Замок міста історично походить з 5 ст. н.е.
1191 року португальський король Саншу I надав Ламегу форал, яким визнав за поселенням статус містечка та муніципальні самоврядні права.

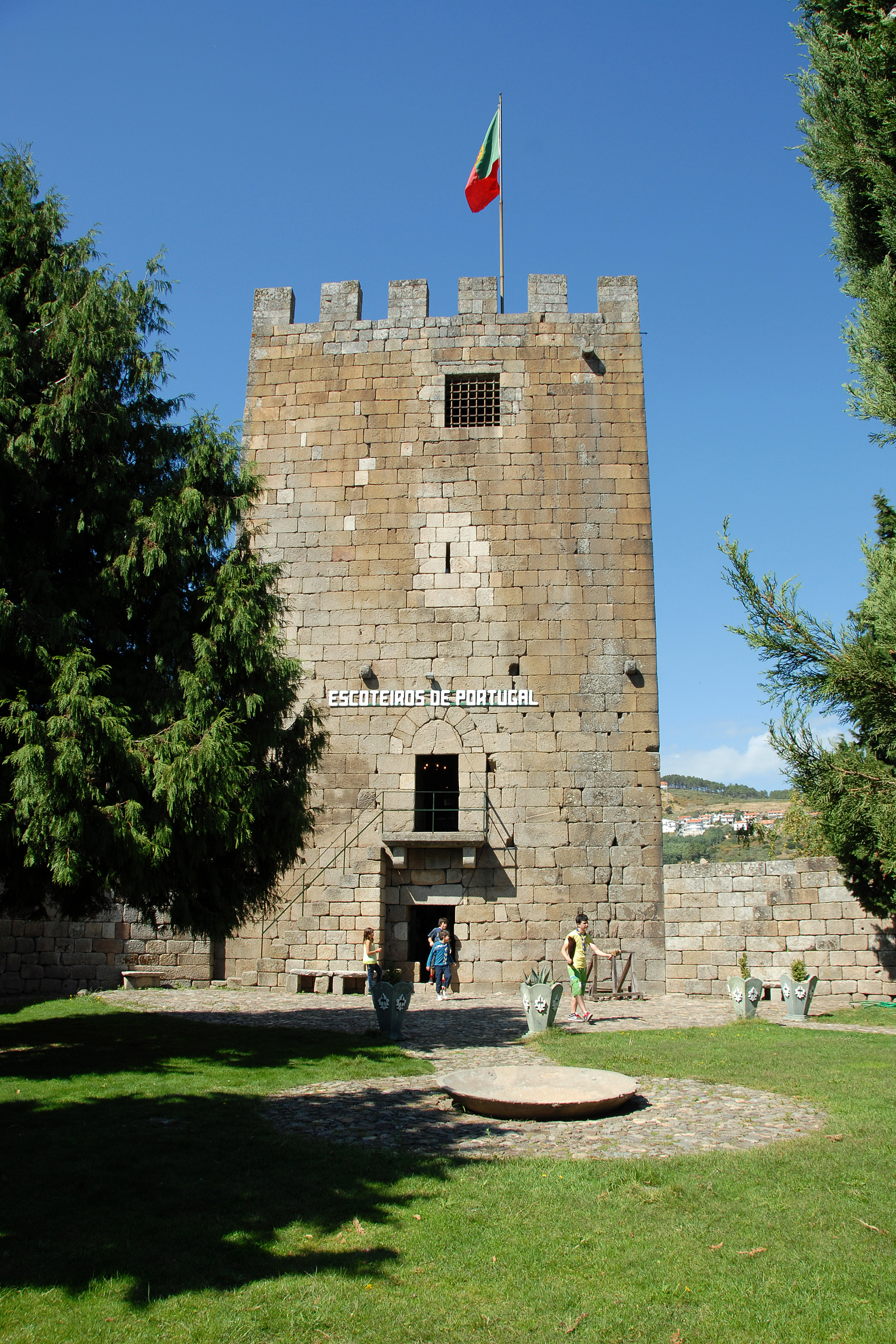
Реставрована вежа замку.
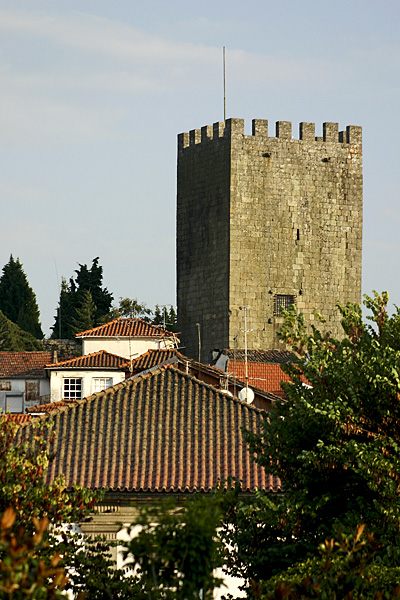
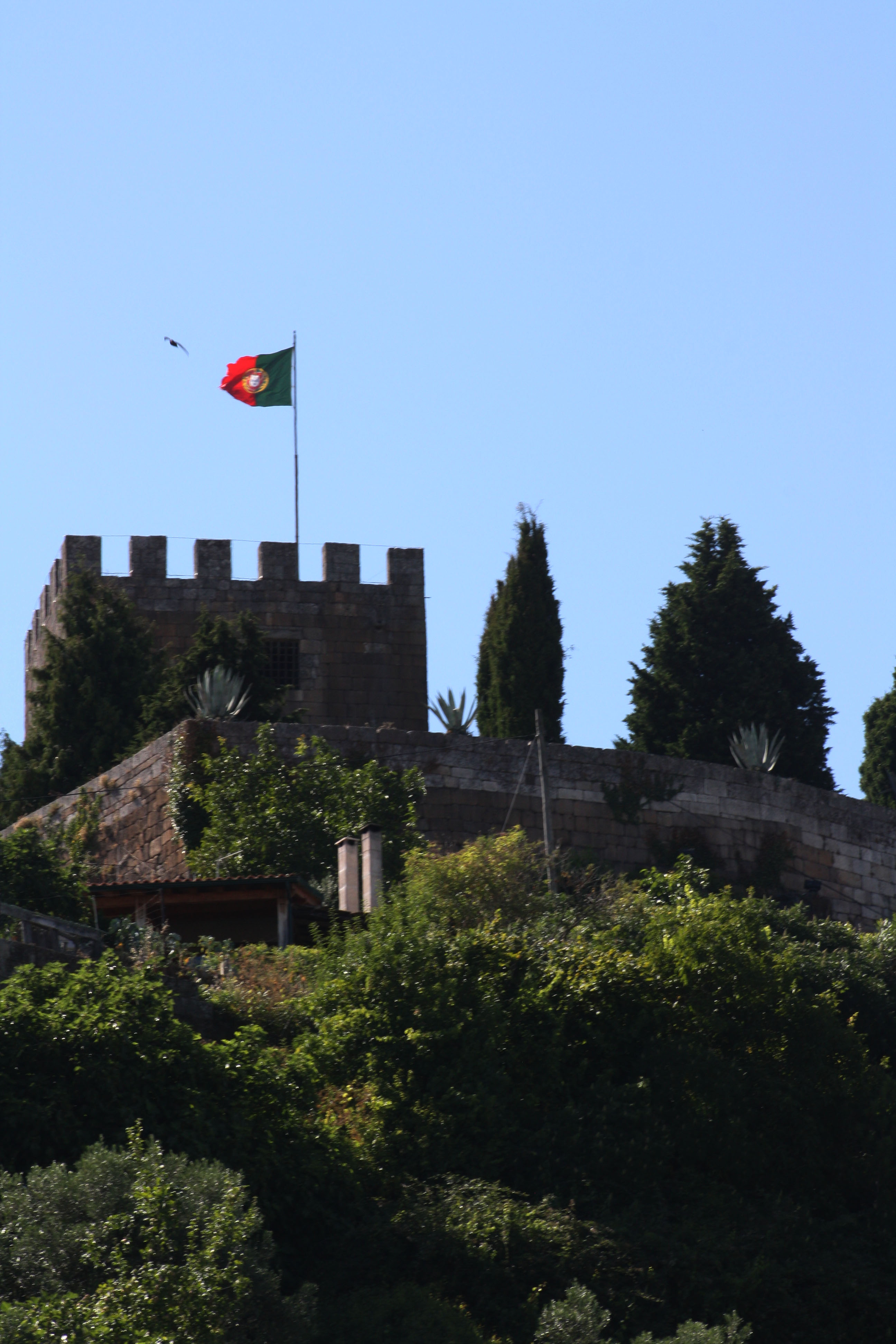

## Населення
| Кількість мешканців | Кількість мешканців | Кількість мешканців | Кількість мешканців | Кількість мешканців | Кількість мешканців | Кількість мешканців | Кількість мешканців | Кількість мешканців | Кількість мешканців | Кількість мешканців | Кількість мешканців | Кількість мешканців | Кількість мешканців | Кількість мешканців |
| ------------------- | ------------------- | ------------------- | ------------------- | ------------------- | ------------------- | ------------------- | ------------------- | ------------------- | ------------------- | ------------------- | ------------------- | ------------------- | ------------------- | ------------------- |
| 1864                | 1878                | 1890                | 1900                | 1911                | 1920                | 1930                | 1940                | 1950                | 1960                | 1970                | 1981                | 1991                | 2001                | 2011                |
| 25 091              | 27 081              | 29 735              | 31 835              | 32 430              | 31 358              | 34 730              | 37 061              | 37 154              | 36 320              | 31 485              | 32 833              | 30 164              | 28 081              | 26 691              |